# Yevguenia Brik
Yevguenia Vladímirovna Jirívskaya (en ruso: Евгения Брик; Moscú, Unión Soviética, 3 de septiembre de 1981-Los Ángeles,  Estados Unidos, 10 de febrero de 2022) fue una actriz rusa, reconocida por interpretar el papel de Kalinka en la serie de televisión belga Matrioshki. Su nombre artístico era Yevguenia Brik, en honor a su bisabuela paterna, Sofía Brik.

## Biografía
Nació el 3 de septiembre de 1981 en Moscú, que en ese entonces era parte de la Unión Soviética. Su abuelo materno, Yevgueni Abrámovich Krein, fue un famoso periodista. La actriz adoptó el nombre artístico de Eugenia Brik en honor a su bisabuela paterna Sofía Brik.
Estudió en la Academia de Teatro Rusa y obtuvo su diploma en 2004. Inició su carrera en el cine ruso en el año 2000 interpretando el papel de Anastasia Kitáieva en el largometraje Marsh Turétskogo, seguida de una participación en Northern Lights de 2001. En 2005, logró reconocimiento internacional al interpretar el papel de Kalinka en la serie de televisión belga Matrioshki, sobre un grupo de mujeres de Lituania y Rusia que son llevadas a Bélgica como trabajadoras sexuales. En 2008, protagonizó la película slasher rusa S. S. D. En 2016, integró el reparto de la película cómica Friday, dirigida por Yevgueni Sheliakin. Un año después apareció en el drama Moscow Never Sleeps.

## Vida personal
Estuvo casada con el cineasta Valeri Todorovski, con quien tuvo una hija, Zoya Todoróvskaya, nacida en 2009. Zoey tuvo su debut como actriz personificando a una joven Prairie Johnson en The OA, una serie de 2016 original de Netflix.
Murió de cáncer el 10 de febrero de 2022, a la edad de 40 años.

## Filmografía

### Cine y televisión
| Año  | Título                              | Papel                                        |
| ---- | ----------------------------------- | -------------------------------------------- |
| 2000 | Marsh Turetskogo                    | Anastasia Kitáieva                           |
| 2001 | Northern Lights                     |                                              |
| 2002 | Podmoskóvnaya Elegy                 | Lala                                         |
| 2003 | Kamenskaya                          | Oksana                                       |
| 2004 | Rates for love                      |                                              |
| 2004 | Men Do not Cry                      | Lydia Jólodova / Vera Kayúrova / Lena Kusova |
| 2005 | Matrioshki                          | Kalinka                                      |
| 2006 | Call                                | Natasha                                      |
| 2006 | The Count of Montenegro             | Slavka                                       |
| 2006 | Filipp's Bay                        | Anastasia Grómova                            |
| 2007 | Vices                               | Taya                                         |
| 2008 | Love as a motive                    | Dina                                         |
| 2008 | Stilyagui                           | Katya                                        |
| 2008 | S. S. D.                            | Jana                                         |
| 2009 | Given Circumstances                 | Inga                                         |
| 2010 | White dress                         | Irina                                        |
| 2010 | Adult daughter, or test...          | Marina                                       |
| 2011 | Deliver at any cost                 | Asya                                         |
| 2012 | Revolve                             | Anael                                        |
| 2013 | The Geographer Drank His Globe Away | Kira                                         |
| 2014 | Yolki 1914                          | Bella                                        |
| 2016 | Friday                              | Elena Antónova                               |